# Excesso de difóton de 750 GeV
O excesso de difóton de 750 GeV na física de partículas foi uma anomalia nos dados coletados no Large Hadron Collider (LHC) em 2015, o que poderia ter sido uma indicação de uma nova partícula ou ressonância. A anomalia estava ausente nos dados coletados em 2016, sugerindo que o excesso de difóton foi uma flutuação estatística. No intervalo entre os resultados de dezembro de 2015 e agosto de 2016, a anomalia gerou considerável interesse na comunidade científica, incluindo cerca de 500 estudos teóricos.

## Dados de dezembro de 2015
Em 15 de dezembro de 2015, as colaborações ATLAS e CMS no CERN apresentaram os resultados da segunda execução operacional do Large Hadron Collider (LHC) no centro de energia de massa de 13 TeV, o maior já alcançado em colisões próton-próton. Dentre os resultados, a distribuição de massa invariante de pares de fótons de alta energia produzidos nas colisões mostrou um excesso de eventos em relação à previsão do Modelo Padrão em torno de 750 GeV/c2. A significância estatística do desvio foi relatada como sendo 3,9 e 3,4 desvios padrão (localmente), respectivamente, para cada experimento.
A seção transversal a 13 TeV do centro de energia de massa necessária para explicar o excesso, multiplicada pela fração de ramificação em dois fótons, foi estimada em
{\displaystyle \sigma (pp\to \digamma )\times {\rm {Br}}(\digamma \to \gamma \gamma )\approx 5\,{\rm {fb}}}
(fb = femtobarns)
Este resultado, embora inesperado, foi compatível com experimentos anteriores, e em particular com as medições do LHC em um centro de energia de massa inferior de 8 TeV.

### Modelos Supersoft SUSY
Linda M. Carpenter et al propuseram que o sbino, o parceiro escalar de um bino Dirac, pode explicar o excesso de difótons de 750 GeV observado pelas colaborações ATLAS e CMS.
Eles primeiro argumentam pela existência de acoplamentos entre sbino e pares de bósons de calibre do Modelo Padrão usando análise de operador eficaz. Em seguida, analisam a conclusão mínima do modelo de operador efetivo em que o esbino acopla a pares de bósons de calibre através de loops de esfermions pesados, com o acoplamento esfermion-bino originado de termos D de potencial escalar. Eles descobriram que o modelo sbino pode se ajustar ao excesso de 750 GeV considerando processos de fusão de glúons com decaimento para difótons.

## Dados de agosto de 2016
A análise de uma amostra maior de dados, coletada pela ATLAS e CMS no primeiro semestre de 2016, não confirmou a existência da partícula Ϝ, o que indica que o excesso verificado em 2015 foi uma flutuação estatística.